# Яблонне-в-Под'єштеді
Яблонне-в-Под'єштеді (чеськ. Jablonné v Podještědí; колишня назва - Німецьке Яблонне) — місто в Чехії, у Ліберецькому краю.

## Населення
| Рік                   | 1970  | 1980   | 1991   | 2001   | 2003   | 2011   | 2013   |
| --------------------- | ----- | ------ | ------ | ------ | ------ | ------ | ------ |
| Чисельність населення | 3 919 | ▲4 080 | ▼3 824 | ▼3 690 | ▲3 699 | ▲3 775 | ▼3 686 |

## Табір для вояків УГА

Вояки УГА у таборі

В місті уряд Чехословаччини інтернував частини Гірської бригади та груп «Глибока» і «Крукеничі» УГА, які внаслідок польського наступу у травні 1919 р. були відрізані від головних сил УГА і змушені перейти на Закарпаття, де їх роззброєно та перевезено до табору. В таборі перебувало близько 4000 вояків і 300 старшин, у тому числі 100 жінок і 120 дітей. Офіційна назва табору «Українська бригада в Німецькім Яблоннім». Очолював табір Антін Варивода.
Чеська влада ставилася до українських вояків і старшин прихильно; вони одержували повний військовий харч і платню нарівні з чеським військом, могли виходити з табору і навіть їздити до Праги на підставі українських військових документів.

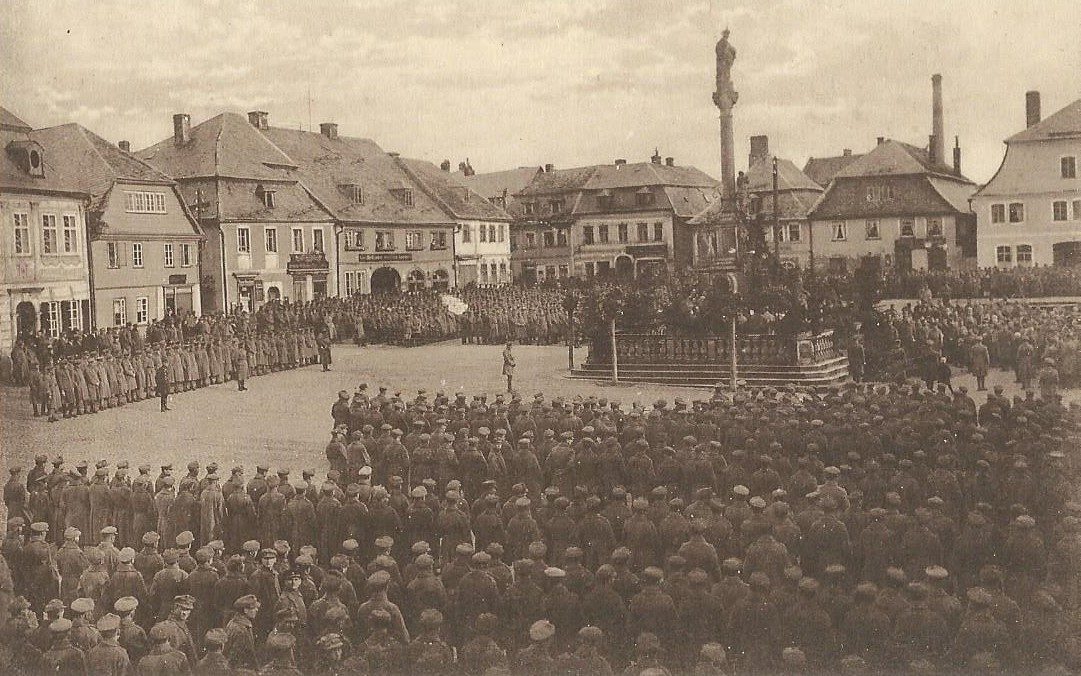
Українська бригада УГА в Німецькому Яблонному під час Воскресної Служби Божої 4 квітня 1920 р.

1921 р. на місцевому цвинтарі у Яблонному було встановлено надмогильний пам’ятник на могилі вояків УСС і УГА, роботи скульптора Михайла Бринського.